# Tropeolàcies
Tropaeolaceae, Tropaeolàcia o Tropaeolàcies és una família de plantes amb flors de l'ordre de les brassicals.
Són plantes herbàcies anuals o perennes. Una gran part de les espècies són originàries de l'Amèrica del Sud. La planta més coneguda d'aquesta família és la caputxina, planta de jardí comestible.
Segons la classificació APG II aquesta família forma part de l'ordre de les Brassicales, que a la vegada és part del grup dels eurosids II.

## Gèneres
Segons les classificacions tradicionals les tropaeolàcies tenen 3 gèneres:
- Magallana
- Tropaeastrum
- Tropaeolum